# Карелия (газета)
«Каре́лия» — русскоязычная общественно-политическая газета Республики Карелия, выходит по вторникам и четвергам.
Основана в 1992 году, учредители — Правительство и Законодательное Собрание Республики Карелия.
Согласно Закону РК от 24 мая 2000 года № 410-ЗРК «О порядке опубликования и вступления в силу законов Республики Карелия и иных актов нормативного характера», официальным опубликованием закона Республики Карелия или иного акта считается первая публикация его полного текста в газете «Карелия» или в «Собрании законодательных актов Республики Карелия».
Газета осуществляет официальную публикацию всех законодательных и распорядительных актов Правительства и Законодательного Собрания Республики Карелия, публикует информационные материалы органов исполнительной власти Республики Карелия, обзоры политической и экономической жизни. Издание выпускает ежемесячные приложения: «Земля карельская», «Учитель Карелии», «Военный вестник», «Малый бизнес Карелии», «Семейный ковчег», «Пенсионный курьер», «Сретение».
В разные годы изданием руководили К. В. Гнетнев, П. В. Сузи, О. В. Тараканов, А. П. Кузнецов, А. И. Осипов, А. А. Макаров.